# Cissampelos tropaeolifolia
Cissampelos tropaeolifolia är en tvåhjärtbladig växtart som beskrevs av Dc.. Cissampelos tropaeolifolia ingår i släktet Cissampelos och familjen Menispermaceae. Inga underarter finns listade i Catalogue of Life.

## Bildgalleri

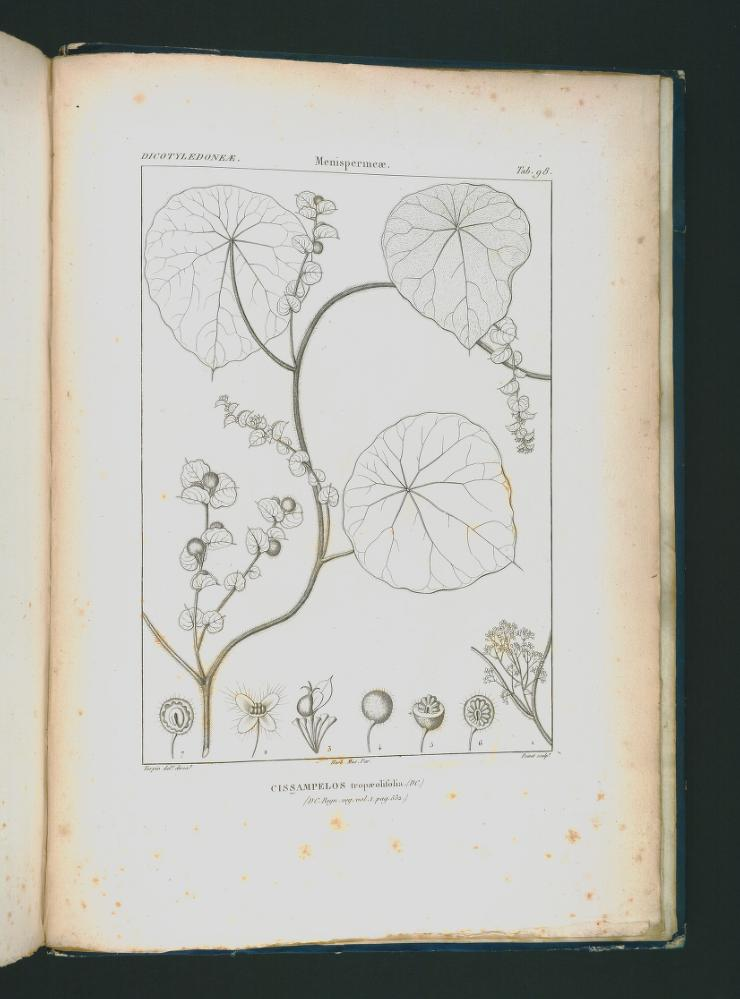